# Troll (Mundodisco)
Cuerpo pétreo de una altura aproximada de 2 metros, dientes de diamante y cerebro de silício sin refrigeración, lo que les hace discurrir de forma lenta. Al contacto directo con el sol tienden a quedarse "colgados" por sobrecalentamiento y en condiciones de frío extremo su cerebro funciona más rápido que el de cualquier otra especie. 
Así es como define Terry Pratchett a los trolls en su fantástico universo de Mundodisco.